# RRH Portreath
RRH Portreath est une station radar de la Royal Air Force. Elle est située sur un emplacement côtier à Nancekuke Common, à environ 1,25 kilomètre au nord-est du village de Portreath, en Cornouailles, en Angleterre.
Son radar (logé dans un dôme de protection en fibre de verre ou "balle de golf") offre une couverture à longue distance des approches sud-ouest du Royaume-Uni.

## Seconde Guerre Mondiale

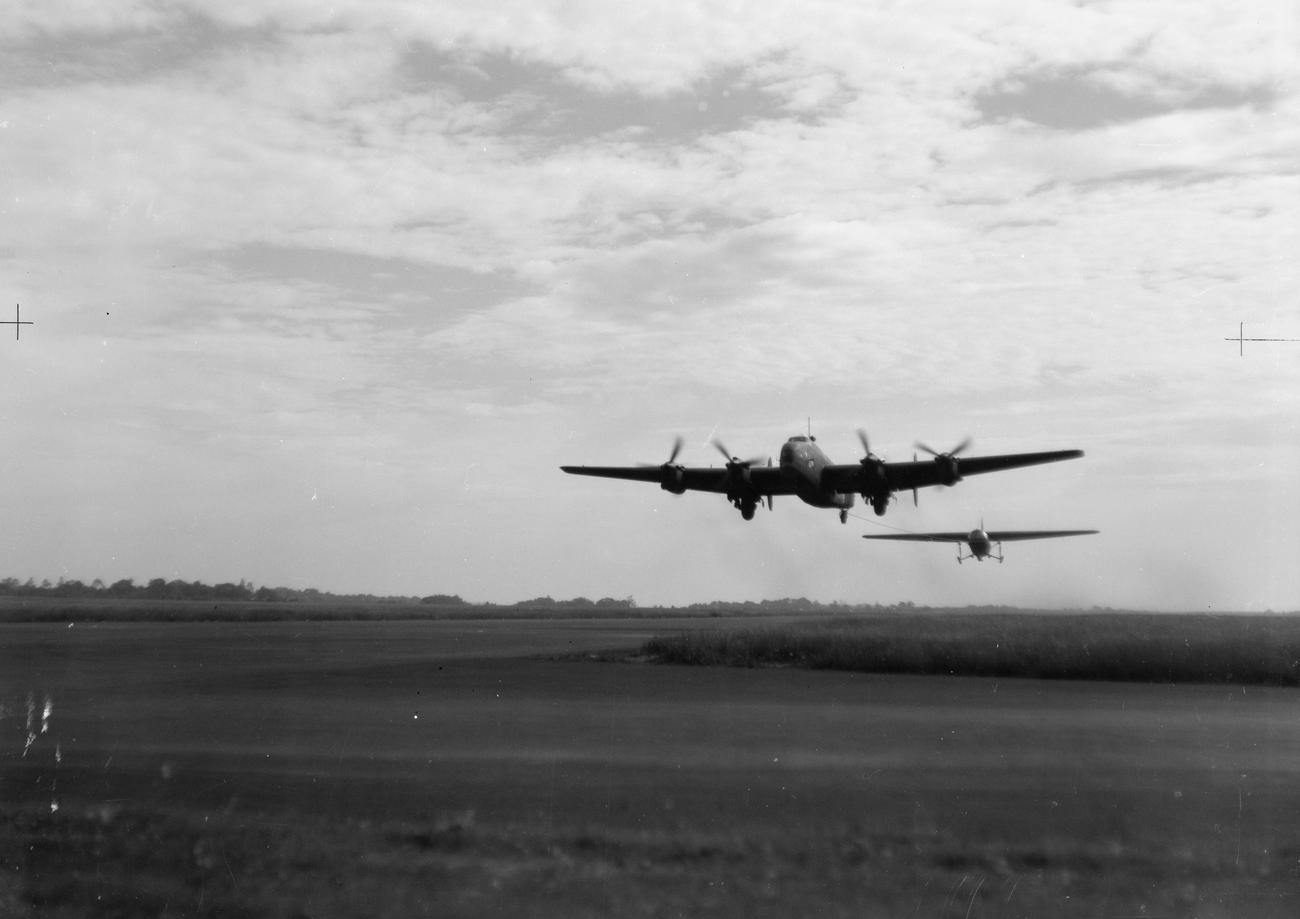
Handley Page Halifax du Escadron de la RAF, basé à Holmesley South, prenant son envol depuis Portreath, en Cornouailles, en remorquant un planeur Airspeed Horsa en Tunisie, lors de l'opération Mendiant, 1943

Auparavant connue sous le nom de RAF Portreath, la station a été construite en 1940, ouverte en mars 1941 et a connu une carrière variée pendant la Seconde Guerre mondiale; initialement en tant que station de commandement de la RAF, à partir d'octobre 1941 comme halte pour ferries en direction de l'Afrique du Nord et du Moyen-Orient, puis comme escale temporaire pour les unités de l'USAAF et de l'ARC, et enfin comme poste de commandement côtier. 
À la fin de la guerre, le site a été désactivé, et a été remis au gouvernement par la RAF en mai 1950.

## Centre d'armes chimiques
La base est retournée à son nom local, Nancekuke, et est devenue une base du Chemical Defence Establishment (en) (CDE). La fabrication de l'agent neurotoxique Sarin dans une installation de production pilote a commencé au début des années 1950, produisant environ 20 tonnes d'agents neurotoxiques de 1954 à 1956. Nancekuke est devenue une usine importante pour stocker les produits chimiques britanniques pendant la guerre froide. Périodiquement, de petites quantités de VX étaient également produites à Nancekuke. La production de l'agent VX était principalement destinée à des essais en laboratoire, mais aussi à la validation de la conception des installations et à l'optimisation des processus chimiques pour une production de masse potentielle. Cependant, la production à grande échelle d'agent VX n'a jamais eu lieu. À la fin des années 1950, l’usine de fabrication d’armes chimiques de Nancekuke a été mise en sommeil, mais elle a été maintenue dans les années 1960 et 1970 dans un état où la production d’armes chimiques pourrait facilement reprendre si nécessaire.
En 2000, il a été signalé que d'anciens travailleurs de la base de Nancekuke étaient morts des suites d'une exposition à des gaz neurotoxiques et que la question avait été soulevée au Parlement. The Independent a prétendu que des matériaux toxiques avaient été jetés dans des puits de mines à proximité.  Les travaux pour dépolluer le site a commencé en 2003.

## Autres utilisations
De nombreux bâtiments du CDE ont été démolis en 1979-1980. De 1978 à 1981, certains bâtiments du site ont été utilisés pour stocker des munitions dans le cadre du développement de munitions d'armes légères. L'entreprise a également construit un champ de tir d'environ 90 mètres pour tester les munitions. La RAF a rouvert des parties du site en octobre 1980 en y installant une station radar, un poste de contrôle et de compte rendu (CRP) pour la surveillance aérienne du Royaume-Uni. En 1986, un CRP souterrain a été construit dans le cadre du nouveau projet UKADGE (Royaume-Uni Air Defence and Ground Environment). De nouveaux systèmes de radars mobiles fabriqués par Marconi Electronic Systems, dont un S723 Martello (RAF Type 91), et des installations de télécommunication, ont été ajoutés au milieu des années 1980. À la fin des années 1990, l'installation est devenue un site opéré à distance et le radar principal a été remplacé par le British Aerospace (BAe) Type 101. 
Le radar actuellement utilisé à Portreath est un radar de défense aérienne de type 102.